# Bundesstraße 35
Pour les articles homonymes, voir B35 et Route 35.
La Bundesstraße 35 (abrégé en B 35) est une Bundesstraße reliant Lingenfeld à Illingen.

## Localités traversées
- Lingenfeld
- Germersheim
- Bruchsal
- Bretten
- Illingen